# HOMETOWN MUSIC LIFE
HOMETOWN MUSIC LIFE（ホームタウンミュージックライフ）は、青森県青森市で行われる音楽フェスティバル。坂本サトルが実行委員会代表となり、2023年に第1回目が開催された。

## 概要
青森市在住のシンガーソングライター坂本サトルが、2012年頃より構想を温めていた、青森県在住または青森県に関連するパフォーマーのみで開催される音楽フェスティバル。
ロック、ポップスといった音楽のみならず、手踊りや民謡、舞踊といった青森が誇る伝統芸能、ダンス、高校生の吹奏楽部など、青森県の幅広いエンターテイメントをピックアップしている。
出演者の条件は、本人が青森県出身またはメンバーの中に青森県出身者がいること、あるいは青森県を拠点に活動していること。
主宰の坂本サトルは「HOMETOWN MUSIC LIFE2023キックオフミーティング」で、出演者を決める際「南部と津軽の両地域から出演者が揃うようにした」という趣旨の発言をしている。 イベント出演をかけたオーディションも行われ、青森県在住のアーティストやパフォーマーの発掘という側面もある。

## 歴史
- 2023年

日時：2023年6月17日(土)・18日(日)
会場： ねぶたの家ワ・ラッセ　西の広場／青森クオーター
出演アーティスト数：全23アーティスト

第1回目は、「東北絆まつり2023青森」の関連イベントとして開催。キャッチコピーは「点を線に、線を面に、面を立体に。青い森に咲く花たちの共演、始まります。」「ねぶたの家 ワ・ラッセ 西の広場」に野外ステージを設置し、2日間にわたり行われ、約1万3000人を動員した。
オーディション枠として、高校生のドラマー「ぺーぺぺ」や、八戸市出身のカンフー全日本チャンピオン「小田桐咲（おだぎりえみ）」、「A-treasure」、「雨ふらしカルテット」、「THE EARTH EARTH」、「全日本美人局倶楽部」、「いわてさんさの会☆加藤家」の7組が出場した。
サポートを務めた坂本サトルバンドは、坂本サトル（ギター、コーラス）、坂本昌人（ベース）、鈴木慎也（ドラム）、山口克彦（ギター）の4人で、ギターの山口以外はJIGGER'S SONというメンバーでの演奏だった。
6月17日は、東北絆まつりのセレモニーの一環であるブルーインパルスの展示飛行がタイムテーブルに組み込まれ、ブルーインパルスの飛行中、青森山田高校吹奏楽部が演奏を行った。
6月18日は野外ステージ終了後、「HOMETOWN MUSIC LIFE FINALE」として、ライブハウス青森クオーターで7組のアーティストによるライブが行われた。当初、JIGGER’S SONも出演予定であったが、ギター渡辺洋一が脊柱管狭窄症と診断され参加が叶わず、バンドも出演キャンセルとなった。
| 日程                                                                | 出演者 |
| ------------------------------------------------------------------- | --- |
| 6月17日（土） ねぶたの家 ワ・ラッセ 西の広場 司会 坂本サトル、d-iZe | - 青森山田高等学校吹奏楽部 - 石川義梅会&津軽民謡かすみ - いわてさんさの会☆加藤家 - ぺーぺぺ&小田桐咲（おだぎりえみ） - 雨ふらしカルテット - SWALLOW - 小山内創祐 with 坂本サトルバンド - 多田慎也 with 坂本サトルバンド - 坂本サトル    |
| 6月18日（日） ねぶたの家 ワ・ラッセ 西の広場 司会 坂本サトル、d-iZe | - 八戸北高等学校吹奏楽部 - 小柴瑩子社中&高橋さつき - A-treasure - 全日本美人局倶楽部 - ホイドーズ - リアルゴールド（張間陽子） - Hot Rod Cadillac - モモ - ライスボール                                                                 |
| 6月18日（日） フィナーレ 青森クオーター 司会 坂本サトル、d-iZe      | - THE EARTH EARTH - SWALLOW with 坂本サトルバンド - 小山内創祐 with 坂本サトルバンド - モモ with 坂本サトルバンド - 多田慎也 with 坂本サトルバンド - ジョナゴールド with 坂本サトルバンド - JIGGER’S SON（出演キャンセル） - 坂本サトル |

- 2024年

日時：2024年6月8日(土)・9日(日)
会場： ねぶたの家ワ・ラッセ　西の広場
出演アーティスト数：全22アーティスト

坂本サトルの57歳の誕生日である4月3日に、2024年のイベント開催と日程が発表された。
2024年のテーマは「音楽の力で青森をひとつに。」

前年と同じく「 ねぶたの家ワ・ラッセ西の広場」に野外ステージを設置し、2日間にわたり開催。冠スポンサーはCRAZY CIDER。
前年は「東北絆まつり」との共同開催で、単独開催としては初となるため、主宰の坂本サトルは当初、目標動員数を3000人としていたが、1日目には5700人を超え、2日間で延べ1万1779人と、前年に迫る来場者数を記録した。
野外ステージは昨年よりスケールアップし、会館の小ホールとほぼ同サイズ。吹奏楽や民謡、手踊りの出演者は雨に濡れると出演できなくなるため、屋根も完備された。
ステージや客席の配置の関係から、通常「ワラッセ西の広場」の海側に設置されているりんご型のオブジェ「青森びっくりんご」が、イベント期間中、青森駅側に移動された。イベント期間中は、入口で観客を出迎えるシンボル的な役目を果たした。
サポートを務めた坂本サトルバンドは、坂本サトル（ギター、パーカッション、コーラス）、坂本昌人（ベース）、鈴木慎也（ドラム）、山口克彦（ギター）、佐藤達哉（キーボード）の5人。
オーディションで選出されたのは、パンクバンド「The Hakaikosenz」、13才の弾き語り少女「kieeRa」、Kポップのダンスユニット「Navillera」、前年に続き2度目の出場となるダンスユニット「全日本美人局倶楽部」の4組。
両日のフィナーレでは、坂本サトルと多田慎也で共作した「HOMETOWN MUSIC LIFEのテーマ」が初披露された。
イベント翌日の6月10日、RAB青森放送「ニュースレーダー」で、13才の弾き語り少女kieeRAをメインとしたイベントの特集が放送された。
| 日程                                                       | 出演者 |
| ---------------------------------------------------------- | --- |
| 6月8日（土） ねぶたの家 ワ・ラッセ 西の広場 総合司会 d-iZe | - 青森山田高等学校吹奏楽部 - 石川義梅会 - Navillera - kieeRa - 津軽民謡かすみ - d-iZe - 雨ふらしカルテット - ホイドーズ - 古屋敷裕大 with 坂本サトルバンド - 小山内創祐 with 坂本サトルバンド - ジョナゴールド with 坂本サトルバンド - 多田慎也 with 坂本サトルバンド   |
| 6月9日（日） ねぶたの家 ワ・ラッセ 西の広場 総合司会 d-iZe | - 八戸北高等学校吹奏楽部 - 小柴瑩子社中 - 全日本美人局倶楽部 - The Hakaikosenz - Hot Rod Cadillac - 張間陽子 with 坂本サトルバンド - SWALLOW with 坂本サトルバンド - モモ with 坂本サトルバンド - ライスボール with 坂本サトルバンド - 坂本サトル with 坂本サトルバンド |

- 2025年

日時：2025年6月7日(土)・8日(日)
会場： ねぶたの家ワ・ラッセ　西の広場
出演アーティスト数：全23アーティスト

4月5日に開催された坂本サトル25周年記念ライブ「QUARTER CENTURY」のステージ上で、2025年のイベント開催と日程が発表された。
2025年は初めて公開オーディションを開催（2025年5月4日（日）青森QUARTER）。選出されたのは、Calla、NAMIDATE CLASSIC、kieeRa、K2。
イベント当日のステージ脇には、「QUARTER CENTURY」の際にねぶた師・立田龍宝氏が制作した「坂本サトルねぶた」が展示された。
2日間の来場者数は11100人。
イベント翌日の6月9日、RAB青森放送「ニュースレーダー」で、オーディションより出場を果たしたりんご農家ユニットK２に密着したイベントの特集が放送された。
| 日程                                                       | 出演者 |
| ---------------------------------------------------------- | --- |
| 6月7日（土） ねぶたの家 ワ・ラッセ 西の広場 総合司会 d-iZe | - 八戸北高等学校吹奏楽部 - 青森山田高等学校吹奏楽部 - 小柴瑩子社中 - Calla - NAMIDATE CLASSIC - ホイドーズ - 小山内創祐 with 坂本サトルバンド - d-iZe with 坂本サトルバンド - SWALLOW with 坂本サトルバンド - 多田慎也 with 坂本サトルバンド - ライスボール with 坂本サトルバンド    |
| 6月8日（日） ねぶたの家 ワ・ラッセ 西の広場 総合司会 d-iZe | - kieeRa - K2 - 石川義梅会 - 全日本美人局倶楽部 - 雨ふらしカルテット - The Hakaikosenz - Hot Rod Cadillac - 張間陽子 with 坂本サトルバンド - 古屋敷裕大 with 坂本サトルバンド - モモ with 坂本サトルバンド - ジョナゴールド with 坂本サトルバンド - 坂本サトル with 坂本サトルバンド |